# Vicente Gaos
Vicente Gaos González-Pola (Valencia, 27 de marzo de 1919 -  Valencia, 17 de octubre de 1980) fue un poeta, ensayista, crítico literario, traductor y profesor español, muy destacado a partir de la Primera generación de posguerra. Fue galardonado con el premio Adonáis de poesía en su primera convocatoria (1943). Con carácter póstumo obtuvo el Premio Nacional de Poesía (1980). Sus obras más reconocidas son: Arcángel de mi noche, Sobre la tierra, Un montón de sombras y Última Thule.

## Biografía y obras
Su padre fue un notario de origen gallego, librepensador y muy admirado por sus dotes intelectuales; menos sabemos de su madre, asturiana de elevada ascendencia social y conservadora, que supo gobernar una familia tan numerosa que acabó por establecerse en Valencia, donde la casa recibía constantes visitas de gente de Letras como Max Aub, Juan Gil Albert o Luis Cernuda, entre otros muchos. Sin embargo, antes de instalarse en Valencia, el padre pasó por destinos en Gijón y Orihuela, donde nacieron algunos de sus vástagos.
De catorce nacimientos sobrevivieron él y otros ocho hermanos, entre los que destacan el filósofo José, discípulo de Ortega y rector de la Universidad Central en 1936; el profesor y poeta Alejandro, la actriz teatral y cinematográfica Lola Gaos, el violinista Fernando; Ángel, militante comunista y redactor de la revista Hora de España (1937-1938) en Valencia, y María, Carlos e Ignacio. Así pues, Vicente se vio rodeado toda su infancia y juventud de una familia de artistas e intelectuales. Tras formarse, como sus hermanos, con los jesuitas de Valencia y en el Instituto Blasco Ibáñez de esa misma ciudad, en 1947 se licenció en Filosofía y Letras por la Universidad de Madrid; en ese mismo año lo becaron para ampliar estudios en la Sorbona, y allí permaneció el curso 1947-1948. En 1949 se doctoró en México por la UNAM. Entre 1948 y 1956 trabajó como profesor de literatura española en diversas universidades de Estados Unidos: Smith College (Northampton, Massachusetts, 1948-1950), Berkeley (California, en el verano de 1950), Universidad del Sur de California (Los Ángeles, 1950-1952), Fordham (Nueva York, 1952-1956) y más tarde en la Universidad de California en Los Ángeles, 1966, si bien regresó a España en 1956 para hacer gestiones de la Universidad de San Francisco en Madrid, haciendo además de asesor literario para Ediciones Guadarrama (1959-1961) y sacándose, por oposición, una cátedra de Lengua Inglesa en Enseñanzas Medias en 1961. Primero enseñó en Puertollano, luego en el Instituto Andrés Laguna de Segovia (1963-1971) y, por último, hasta su muerte, en el Isabel de Villena de Valencia.
Terminada la guerra civil, empezó a publicar poesía en la revista Escorial en 1941; frecuentó, además, la tertulia del Café Gijón y las visitas a la vivienda de Vicente Aleixandre, cita obligada de los poetas en ciernes. En estos espacios conoció a los poetas Rafael Morales, José Hierro, Blas de Otero, Carlos Bousoño y Eugenio de Nora. Se le encuadra en la primera promoción poética de la posguerra, y dentro de ella en el grupo de lírica existencialista, bautizado por Dámaso Alonso (prologuista de su primer libro) como «poesía desarraigada». Consiguió el premio Adonáis —ex aequo con Alfonso Moreno y José Suárez Carreño— en 1943, por Arcángel de mi noche. Sonetos apasionados (1939-1943) (Madrid: Adonáis, 1944) y el premio Ágora en 1963, entre otros. Su poesía es muy varia de fuentes, contenidos y sensibilidades, pero se halla bien centrada en ejes temáticos: el amor, el deseo, la belleza y, desgarradamente, la angustia de vivir, la presencia ominosa de la Muerte y, en especial, el diálogo entablado con Dios. De vez en cuando asoma en el autor el rasgo de la ironía. Habitualmente ejerce el soneto, pero también endecasílabos o heptasílabos blancos y el verso libre no estrófico.
Otras obras poéticas del autor son:
- Sobre la tierra (Madrid: Revista de Occidente, 1945)
- Luz desde el sueño (Valladolid: Halcón, 1947)
- Profecía del recuerdo (Torrelavega: Cantalapiedra, 1956), para algunos su libro más original.[5]
- Poesías completas (1937-1957) (Madrid: Giner, 1959) Prólogo de Dámaso Alonso y un "Encuentro" de Vicente Aleixandre.
- Mitos para tiempo de incrédulos (Madrid: Ágora, 1963)
- Concierto en mí y en vosotros (San Juan de Puerto Rico: Editorial Universitaria, 1965)
- Un montón de sombra (Valencia: Fomento de Cultura, 1972)
- Poesías Completas II (1958-1973) (León: Colección Provincia, 1974)
- Última Thule (León: Colección Provincia, 1980). Premio Nacional de Literatura.
- Obra completa (Valencia: Institución Alfonso el Magnánimo, 1982, 2 vols., póstuma)[1]

Buen conocedor del inglés y de la literatura clásica y moderna en este idioma, dominaba también el francés, el italiano y el alemán, lenguas de las que tradujo poesía, en versiones fidedignas, que logran salvar el espíritu poético y la actitud genuina de sus referentes, sin ser excesivamente literales (Dante Alighieri, Arthur Rimbaud, Charles Péguy, Stéphane Mallarmé, Boris Pasternak, William Shakespeare, Percy Bysshe Shelley, T. E. Hulme, Ezra Pound, T. S. Eliot y Rainer Maria Rilke). Fueron reunidas y reeditadas por Carlos Sahagún y Jaime Siles en Traducciones poéticas completas (Valencia, 1986, 2 vols.)
Entre sus obras como ensayista y crítico destacan:
- La poética de Campoamor (1955; 2.ª ed. ampliada, 1969).
- Poesía y técnica poética (1955).
- Temas y problemas de la literatura española (1960).
- Temas de literatura española (Madrid, Guadarrama, 1969).
- Claves de la literatura española (Madrid, Guadarrama, 1971, 2 vols.)
- Cervantes novelista, dramaturgo y poeta (Barcelona: Planeta, 1980)

Su aportación al conocimiento del poeta del realismo Ramón de Campoamor permitió reevaluar a éste como un innovador que consiguió librar a la poesía de su trasnochado academicismo y de la peste del epíteto idealizador que introdujo el dialecto poético de Manuel J. Quintana, devolviendo a la poesía la lengua cotidiana. Publicó además artículos de crítica en Ínsula y La Estafeta Literaria.
Entre sus obras como editor destaca la Antología del grupo poético de 1927 (Salamanca: Anaya, 1965; reedición en Madrid: Cátedra, 1975, actualizada por Carlos Sahagún, muchas veces reimpresa), así como la edición de El sombrero de tres picos de Pedro Antonio de Alarcón (Madrid, Espasa-Calpe, 1975). 
Pero sobre todo, debe destacarse su monumental edición del Quijote, en la que trabajó muchos años y no pudo ver terminada; al fallecer había acabado la fijación del texto y los comentarios de la primera parte del Don Quijote. Estaban manuscritos todos sus comentarios a la segunda. La tarea fue completada por Agustín del Campo. Apareció póstuma en 1987, publicada por la editorial Gredos en tres tomos que sumaban más de dos mil quinientas páginas. El tercer tomo corresponde a los Apéndices y la Gramática del Quijote que Gaos preparara, volcando su pensamiento acerca de la obra. Faltan apéndices que Gaos pensaba escribir, según indica Agustín del Campo (Cf. "Introducciones" a los tomos II y III en la edición de Gredos, 1987), pero lo terminado es extenso y de gran riqueza. El hispanista Jean Canavaggio la consideró como "la gran edición que necesitaba el siglo XX" y una referencia imprescindible para futuras ediciones del texto cervantino. Además, sus trabajos de cervantista incluyen la ed. de El ingenioso hidalgo de Madrid, Ediciones Giner, 1967, 4 vols.; y las ediciones de otras obras cervantinas como el Viaje del Parnaso, Madrid, Castalia, 1974, y el ensayo Cervantes novelista, dramaturgo, poeta (Barcelona, Planeta, 1979). Dejó además proyectada una Enciclopedia cervantina. 
En 1980 Vicente Gaos murió a los sesenta y un años en Valencia, de un ataque al corazón. Se casó con Enriqueta Ariño, y tuvo una hija, Eva Gaos Ariño, también profesora, quien, en 2017, donó a la Biblioteca Valenciana su biblioteca personal con más de 5000 volúmenes.

## Testamento
En el poema "Testamento", de su ciclo De senectute, vierte Vicente Gaos su última voluntad:

Yo, Vicente Gaos, natural de la nada, de mil siglos de edad, de estado civil solitario, inestable, / domiciliado, refugiado en un rincón del cosmos, de profesión náufrago en la sombra, / sin documento nacional de identidad, sin títulos, condecoraciones ni diplomas de clase alguna, / sin señal particular visible en el pecho ni en ninguna otra parte del cuerpo, / sin más cicatriz que una necrosis de miocardio,
una vieja herida que me produje yo mismo, / quiero decir, que me causaron siglos de sufrimiento, / de amor oculto, de ternura encubierta por un falso orgullo, / el de no sentir envidia de nada y de nadie, / el de haber creído que siempre había tiempo de sobra, / el de alegrarme seriamente del bien ajeno, / el de no autocompadecerme jamás, / el de llorar hacia dentro por el daño hecho al prójimo, / el orgullo o la confusión de haberme figurado que era yo la víctima, siendo el verdugo, / ya que todos los hombres somos simultáneamente lo uno y lo otro, / y no es fácil en este punto el discernimiento... // Yo, Vicente Gaos (¿Vicente Gaos?), ahora, / cuando empiezo a sentir ya en la boca el amargo gusto de la ceniza / postrera, cuando recuerdo en medio de la tormenta final las postrimerías, / porque he pecado, he pecado, / y a pesar de ello ninguna de las cuatro me devuelve a la inocencia pueril, al amparo filial, a la remota fe cándida de no sé qué antaño, / de no sé qué antesiglo... // Yo, natural de la nada, / habitante de la nada, / destinado a la nada, anónimo, / me acerco ya al encuentro del supremo Notario, / del Decano universal - nihil prius fide -, / y le hago entrega de este testamento ológrafo / donde dispongo / -si acaso no es cierto que quien dispone es Él y el hombre sólo propone.- / dispongo, suplico, / que cuando mi añoso corazón, mi lastimado corazón haya dado ya su último latido, / incineren piadosamente esta carne que gozó y sufrió, / estos huesos que se estremecieron ya de júbilo, ya de horror, / que me despojen de todo, de nada, pues siempre fui un despojado / (es la verdad, no me autocompadezco), / y que arrojen mis cenizas al viento, al agua, al espacio estelar, al vacío cósmico de donde vine, al cósmico vacío al que he de volver, espero volver / sin retorno, / pues nadie regresa de la última orilla. //  Y cerca ya del máximo consuelo, de la extrema esperanza, / confío en que Nadie me amenace más con otra existencia. // Y este es el testamento ilusorio que otorgo en plena posesión de mis facultades mentales, / posesión de quien sólo posee dolor, ignorancia, muerte, / y un corazón cuyo único deseo es el de cesar ya en su trémulo pálpito, en su amoroso latido, / aunque (porque) la vida sea al fin y al cabo, y al principio, hermosa, lo es, / y prosiga renovada, siempre igual, afortunadamente monótona, / como en el paraíso primero, / como en el edén funeral que nunca termina, que jamás terminará, / jamás.